# Chemnitzer FC
Chemnitzer Fußball-Club é uma agremiação esportiva alemã, fundada em 1966, e sediada em Chemnitz, na Saxônia. "Chemnitzer" quer dizer justamente "natural de Chemnitz". Suas cores principais são azul celeste e branco. Atualmente milita na Regionalliga Nordost, a quarta divisão do futebol alemão.

## História
O atual clube sucede o Polizei-Sportverein Chemnitz, sociedade existente antes da Segunda Guerra Mundial, nascida em 1920. Com a reorganização do futebol alemão sob o Terceiro Reich, o PSV Chemnitz foi destinado a atuar na Gauliga Sachsen, uma das dezesseis máximas divisões regionais. A equipe disputou ótimos campeonatos terminando sempre na metade da tábua de classificação e, em dois casos, conquistando também a divisão em 1935 e 1936. Em 1942, foi renomeada SG Ordnungspolizei Chemnitz.
Com o advento do segundo conflito mundial, o clube abandonou a máxima divisão e sucessivamente não teve melhores resultados enquanto o futebol alemão em breve mergulharia no caos.
Após a guerra, as autoridades aliadas ordenaram o fechamento de todas as associações, inclusive as esportivas. A sociedade foi recreada, em 1945 com o nome de SG Chemnz Nord e sucessivamente mudou de denominação, fato bastante comum na antiga Alemanha Oriental: BSG Fewa Chemnitz (1948), BSG Chemie (1951) e BSG Chemie Karl-Marx-Stadt (1953). A última mudança de nome foi determinada pelo fato das autoridades do país terem intitulado a cidade natal da equipe de Karl-Marx-Stadt.
Em 1966, o Estado, com um objetivo de criar uma seleção de futebol competitiva, decidiu destacar as equipes de futebol das sociedades poliesportivas, portanto, a agremiação no mesmo ano tomou o nome de FC Karl-Marx-Stadt, o qual manteve até 1991, ano no qual a cidade retomou a velha denominação de Chemnitz.
A equipe, em 1962, foi inserida na DDR-Oberliga, a máxiam divisão do futebol alemão oriental e terminou a maior parte dos campeonatos na segunda metade da classificação. Venceu, no entanto, um certame, em 1967, e chegou à final da Copa Nacional, a FDGB Pokal, em três ocasiões, 1969, 1983 e 1989. A melhor apresentação que o clube ofereceu em campo europeu foi na Taça UEFA, edição 1989-1990, quando foi eliminado nas oitavas de final pela Juventus. 2 a 1 na partida de ida, jogada na Itália e 1 a 0 em favor do time italiano na partida de volta, em casa. Em 1990, o time terminou no segundo lugar no campeonato, superado apenas pelo Dynamo Dresden por diferença de gols.
Depois da fusão das duas nações germânicas, o clube passou a atuar na Zweite Bundesliga, na qual jogou até 1997. Em 1993, foi eliminada na semifinal da Copa da Alemanha. Em 1997 foi rebaixada para a Regionalliga (III). Já em 1999, retornou à segunda divisão, mas daquele momento em diante começou um declínio. Em 2000, o time foi novamente rebaixado para a terceira divisão, e, em 2006, para a Oberliga (IV), série na qual militou até 2007–2008, quando chegou em segundo lugar e foi promovido à Regionalliga Nord (III). Na temporada 2008-2009, ficou apenas na sétima posição, mantendo-se na mesma divisão. Contudo, em 2009–2010, o terceiro lugar que lhe deu o direito de voltar à terceira divisão na qual disputou até a temporada 2017–18, quando foi rebaixado.
Em agosto de 2019, o Chemnitzer anunciou que o atacante Daniel Frahn (capitão do time), que estava no clube desde 2016, foi desligado do elenco por envolvimento com grupos neonazistas de torcedores, usando a cláusula antirracismo para rescindir o contrato do jogador.

## Títulos

### ComoFußball-Club Karl-Marx-Stadt
- Campeonato Alemão-Oriental: 1967

## Campanhas de destaque

### ComoFußball-Club Karl-Marx-Stadt
- Taça UEFA: quartas-de-final - 1989-1990
- Campeonato Alemão-Oriental: 2º lugar - 1989
- Copa da Alemanha Oriental: 2º lugar - 1969, 1983, 1989

### ComoChemnitzer Fußball-Club
- Copa da Alemanha: semifinal - 1992/1993

## Jogadores mais conhecidos
Não tendo sido um dos clubes mais vitoriosos nem no menos vistoso futebol da Alemanha Oriental, a equipe não chegou a ter jogadores muitos famosos. Os mais conhecidos são:
- Ernest Wilimowski: artilheiro das Seleções Polonesa e Alemã nos anos 30 e 40. Jogou apenas a temporada 1946/47, já veterano.
- Eberhard Vogel: formado no clube, por ele chegaria à Seleção Alemã-Oriental, com a qual iria à Copa do Mundo de 1974, a única disputada por ela. Participou do único título nacional, em 1967.
- Michael Ballack: revelação mais famosa, integrava as categorias de base ainda quando o clube chamava-se Karl-Marx-Stadt. Jogou na equipe principal apenas as duas primeira temporadas profissionais de sua carreira, sendo vendido ao Kaiserslautern. A temporada de estreia terminara desastrosa: nela a equipe seria rebaixada à terceira divisão.